# 138 (numero)
Centotrentotto (138) è il numero naturale dopo il 137 e prima del 139. 

## Proprietà matematiche
- È un numero pari.
- È un numero composto con i seguenti 8 divisori: 1, 2, 3, 6, 23, 46, 69, 138. Poiché la somma dei suoi divisori (escluso il numero stesso) è 150 > 138, è un numero abbondante.
- È un numero sfenico.
- È un numero semiperfetto in quanto pari alla somma di alcuni (o tutti) i suoi divisori.
- È un numero di Ulam.
- È parte delle terne pitagoriche (138, 184, 230), (138, 520, 538), (138, 1584, 1590), (138, 4760, 4762).
- È un numero palindromo nel sistema di numerazione posizionale a base 8 (212).
- È un numero congruente.

## Astronomia
- 138P/Shoemaker-Levy è una cometa periodica del sistema solare.
- 138 Tolosa è un asteroide della fascia principale del sistema solare.

## Astronautica
- Cosmos 138 è un satellite artificiale russo.